# Pierre-Noël Luiggi
Pierre-Noël Luiggi né à Bastia le 25 décembre 1964, est un entrepreneur français connu pour avoir fondé Oscaro, pionnier européen de la vente en ligne de pièces détachées automobiles.

## Biographie
Né en Corse, Pierre-Noël Luiggi développe dès son plus jeune âge une passion pour les voitures, allant jusqu'à démonter sa première pompe à essence à l'âge de cinq ans. À 13 ans, il travaille sur le réglage des voitures de course lors du Tour de Corse Automobile. Après des études en Corse, il poursuit un cycle international au Japon et aux États-Unis à l'Institut supérieur de gestion. Il commence sa carrière en développant une entreprise dans l'immobilier en Corse, avant de suivre un MBA à Sciences Po Paris.

### Fondation d'Oscaro
En 2001, après avoir constaté la difficulté à trouver une pièce de rechange pour son véhicule, Pierre-Noël Luiggi fonde Oscaro, un site de vente en ligne de pièces détachées automobiles. Lancé officiellement en 2003, Oscaro devient rapidement un acteur majeur du e-commerce en France. En 2013, l'entreprise emploie 800 salariés et réalise près de 250 millions d'euros de chiffre d'affaires, avec un catalogue de 100 millions de références et des livraisons en 24 à 48 heures. En difficulté l'entreprise est reprise par Parts Holding Europe, Pierre-Noël Luiggi conserve une participation de 17 % au capital. 
En 2020, Pierre-Noël Luiggi fonde Oscaro Power, une entreprise spécialisée dans la vente de panneaux solaires en kit, visant à démocratiser l'accès à l'énergie solaire,. L'entreprise est placée en liquidation judiciaire le 31 janvier 2025.

### Engagement en Corse
Pierre-Noël Luiggi, dès les premières années d’activité d’Oscaro, décide d’investir dans divers clubs et associations sportives en Corse. En 2016, il crée le Team Oscaro, l'entité regroupant les équipes, les athlètes et les événements soutenus par la société. L'équipe cycliste Fortuneo-Oscaro est sponsorisée en 2017,.
En août 2017, après la relégation du Sporting Club de Bastia en National 3, il rejoint un groupe d'entrepreneurs corses pour reprendre le club. Claude Ferrandi est élu président, tandis que Pierre-Noël Luiggi assume les fonctions de vice-président et trésorier.